# Viña del Mar Challenger 1989
Il Viña del Mar Challenger 1989 è stato un torneo di tennis facente parte della categoria ATP Challenger Series nell'ambito dell'ATP Challenger Series 1989. Il torneo si è giocato a Viña del Mar in Cile dal 9 al 15 gennaio 1989 su campi in terra rossa.

## Vincitori

### Singolare
Carlos Di Laura ha battuto in finale  Pedro Rebolledo con il punteggio di 6–4, 6–4

### Doppio
José Luis Clerc /  Hans Gildemeister hanno battuto in finale  Richard Ashby /  Laneal Vaughn con il punteggio di 7–5, 6–2